# نيشان العلم الوطني
نيشان العلم الوطني هو ثاني أعلى وسام في كوريا الشمالية، بعد وسام كيم إيل سونغ ووسام كيم جونغ إيل.
إنه أقدم وسام في البلاد، تم إنشاؤه في عام 1948، بعد ستة أسابيع فقط من تأسيس دولة كوريا الشمالية.
يُمنح النيشان لكل من الأفراد والمنظمات، للعمل السياسي أو الثقافي أو الاقتصادي. يُمنح النيشان، الذي يأتي في ثلاث فئات، تلقائيًا لمتلقي ألقاب بطل الجمهورية وبطل العمل وألقاب الشعب الفخرية. يُمنح نيشان العلم الوطني أيضًا لمتلقي وسام الحرية والاستقلال ووسام شرف الجندي في الفصل المناسب. يحق للمستلمين الحصول على مزايا مثل الراتب أو النقل العام المجاني.
يشمل المستفيدون المحليون كلا من الزعيمين كيم إيل سونغ وكيم جونغ إيل ووجهاء آخرين. ومن بين المستفيدين الأجانب سياسيون مثل فيدل كاسترو وحسني مبارك وسياد بري.

## التاريخ
عندما صدر الأمر في 12 أكتوبر 1948، بعد ستة أسابيع من تأسيس دولة كوريا الشمالية، كان أول وأعلى وسام في البلاد. سمي على اسم علم كوريا الشمالية.

## الأهلية
يمكن منحها للأفراد والمنظمات أو أماكن العمل للإنجازات في الخدمة العسكرية أو العمل السياسي أو الثقافي أو الاقتصادي. كما تُمنح أيضًا لضباط حزب العمال الكوري للخدمة الطويلة (25 عامًا للفئة الأولى و20 عامًا للفئة الثانية و15 عامًا للفئة الثالثة).
أولئك الذين حصلوا على لقب بطل الجمهورية أو بطل العمل يحصلون دائمًا على نيشان العلم الوطني، وكذلك ألقاب الشعب الفخرية. يحصل الحاصلون على وسام الحرية والاستقلال على نيشان العلم الوطني من نفس الفئة، لكن الحاصلين على وسام الجندي يحصلون على نيشان العلم الوطني من الطبقة الدنيا. المستلمون لهم الحق في استخدام وسائل النقل العام مجانًا. يحصل المستلمون المعوقون والمتقاعدون على راتب سنوي مصحوبًا بالوسام.

## الأولوية
نيشان العلم الوطني هو ثاني أعلى وسام لكوريا الشمالية، بعد وسام كيم إيل سونغ ووسام كيم جونغ إيل، اللذان يشتركان في المركز الأول. النيشان من ثلاث فئات.

## المستلمون

### المتلقون الكوريون الشماليون
- كيم إيل سونغ (6 فبراير 1951، الدرجة الأولى؛[1] و28 يوليو 1953، الدرجة الأولى[7][8])
- هان سوريا (26 أبريل 1951، الدرجة الثانية)[9]
- إم هوا (26 أبريل 1951، الدرجة الثانية)[9]
- تشو كي تشون (26 أبريل 1951، الدرجة الثانية)[9]
- ري كي يونغ (26 أبريل 1951، الدرجة الثانية)[9]
- يي تايجون (26 أبريل 1951، الدرجة الثانية)[9]
- كيم تشوجيو (26 أبريل 1951، الدرجة الثالثة)[9]
- باك أونغول (26 أبريل 1951، الدرجة الثالثة)[9]
- شين كوسونغ (26 أبريل 1951، الدرجة الثالثة)[9]
- باك تشونغ أيه (يوليو 1953، الدرجة الثانية، الدرجة الأولى)[10]
- تاي بيونج ريول[بحاجة لمصدر]
- جانغ تشول (أغسطس 1961، الدرجة الأولى)[5]
- ري تو إيل (يونيو 1968، الدرجة الأولى)[5]
- كيم ريونج يونج (يناير 1976، الدرجة الأولى)[5]
- تشوي سام سوك (1982، الدرجة الأولى)[5]
- كيم جونغ إيل (1982، الدرجة الأولى)[11]
- جونغ تشانغ ريول (يونيو 1986، الدرجة الأولى)[5]
- كيم سو جو (أكتوبر 1989، الدرجة الأولى)[5]
- بايك هاك ريم (أبريل 1997، الدرجة الأولى)[5]
- ري أول سول (أبريل 1997، الدرجة الأولى)[5]
- أو آيكي-جي (سبتمبر 1997، الدرجة الأولى)[5]
- جون بيونج هو (فبراير 1998، الدرجة الأولى)[12]
- ريو مي يونغ (يناير 1991، الدرجة الأولى)[5]
- هان دوك سو (الدرجة الأولى عشر مرات)[13]
- هيون يونغ تشول (ثماني مرات في الدرجة الأولى، وخمس مرات في الدرجة الثانية، ومرتان في الدرجة الثالثة)[14]
- جو ميونغ روك (الدرجة الأولى)[15]
- كيم جونغ - رين (الدرجة الأولى)[16]
- كيم راك هوي (درجة أولى)[17]
- لي كوون مو (الدرجة الأولى)[18]
- ري جونغ أوك (الدرجة الأولى)[19]
- في بداية عام 2010، أعلنت وسائل الإعلام الكورية الشمالية أن نيشان العلم الوطني، من الدرجة الأولى، تم منحه بعد وفاته إلى القبطان والميكانيكي الأول لسفينة الشحن التي غرقت في نوفمبر 2009 من قبل مدينة داليان الصينية. حاول الطاقم إنقاذ صور السفينة كيم إيل سونغ وكيم جونغ إيل.[20]
- جامعة بيونغ يانغ للموسيقى والرقص (الدرجة الأولى)[21]
- نادي كيغوانشا الرياضي (درجة أولى)[22]
- شونغنيون جونوي (الدرجة الأولى)[23]
- مولد التوربينات الخامس لسد سوبونج (درجة أولى)

### المستلمون الأجانب
- بينغ ديهواي (الصين، 1951 و1953، درجة أولى)[24]
- نور الدين الأتاسي (سوريا، سبتمبر 1969، درجة أولى)[25]
- سياد بري (جمهورية الصومال الديمقراطية، 1972، درجة أولى)[26]
- غناسينغبي إياديما (توغو، سبتمبر 1974، الدرجة الأولى)[27]
- سامورا ماشيل (موزمبيق، مارس 1975، الدرجة الأولى)[25]
- فرديناند كوزوفسكي (اللفتنانت جنرال البلغاري في الجيش البلغاري، نائب كوماندر في الجيش البلغاري 1944-1945 في الحرب العالمية الثانية، رئيس الجمعية الوطنية البلغارية 1958-1965)
- ليونيد بريجنيف (الاتحاد السوفيتي، 18 ديسمبر 1976، الدرجة الأولى)[28]
- جوفينال هابياريمانا (رواندا، 1978، الدرجة الأولى)[29]
- تشوي اون هي (كوريا الجنوبية، 1983، الدرجة الأولى)[30]
- حسني مبارك (مصر 1983 الدرجة الأولى)[31]
- أجاثا باربرا (مالطا، أغسطس 1985، الدرجة الأولى)[32]
- سام نجوما (ناميبيا، 1992)[33]
- فيدل كاسترو (كوبا، 2006، الدرجة الأولى)[34]
- جوزيف بوروويك، المدير السابق للمركز الوطني للتعليم في بلاكوويس في بولندا[35]
- ياكوف نوفيتشينكو (الاتحاد السوفيتي)[36]
- أليخاندرو كاو دي بينوس (إسبانيا)[37]
- را هون، ناشط من الأقلية الكورية في اليابان (الدرجة الأولى، الدرجة الثانية، الدرجة الثانية مرتين)[38]
- ميغاواتي سوكارنوبوتري (إندونيسيا، درجة أولى)[39]
- فويتشخ ياروزلسكي (بولندا، 1977، الدرجة الأولى)
- هاينز كيسلر (ألمانيا الشرقية، يوليو 1988، الدرجة الأولى)[40]
- جوزيب بروز تيتو (يوغوسلافيا، 25 أغسطس 1977، الدرجة الأولى)[41]
- أولافي لينوس (فنلندا، 1978، الدرجة الثانية)[42]